# شمعاوية
الشمعاوية (الاسم العلمي: Cereeae) هي قبيلة من النباتات تتبع فصيلة الصبارية من الرتبة القرنفليات.

## أجناس الشمعاوية
- الشمعية